# Jagst
Jagst este un afluent de pe versantul drept al lui Neckar, el are un curs sinuos, având lungimea de 203 km. Râul se află în partea de nord a landului Baden-Württemberg (Germania). Numele râului este pentru prima oară amitit în anul 768 ca parte a ținutului (germană: Gau) Jagesgouwe (Jagstgau), iar 1024 ca Jagas, pentru prima oară va fi numit Jagst în anul 1371. Denumirea râului se presupune că este de origine celtică „*ieg-” ar însemna „rece - gheață” (în traducere „Râul rece”).

## Date geografice
Jagst este un râu franc (din Franconia) el izvorăște în Schwäbische Alb, traversează regiunea Frankenhöhe, câmpia Hohenloher Ebene și Unterland (Württemberg) unde se varsă în Neckar.

### Cursul
Izvorul lui se află la altitudinea de 600 m deasupra n.m. sud-vest de Walxheim din districtul Ostalbkreis. Râul curge 10 km spre vest prin Lauchheim, unde cotește spre nord-vest, traversează Ellwangen, alimentează lacul de acumulare Hochwasserrückhaltebecken Buch, unde se apropie la ca. 4,3 km de cursul râului Kocher. Sub Crailsheim ajunge în câmpia Hohenloher Ebene unde începe cusul lui cu meandre numeroase. De aici până la Kirchberg an der Jagst pe o distanță în linie aeriană de 8 km, el are ca. o lungime dublă. Pe malurile lui care sunt frecvent inundate se află o floră și o faună variată. De la Kirchberg la Langenburg, malurile devin mai înalte, aici fiind o stâncă care se ridică la 150 m deasupra oglinzii apei. De la Dörzbach, pe versanul sudic apar pe alocuri regiuni viticole, în cursul lui spre nord trece pe lângă mănăstirea Kloster Schöntal, Jagsthausen, cetatea Burg Jagsthausen, orașul Möckmühl unde primeștele apele lui „ Seckach” afluentul lui cel mai important, ca la Bad Friedrichshall să se verse în Neckar.